# Lederhosen

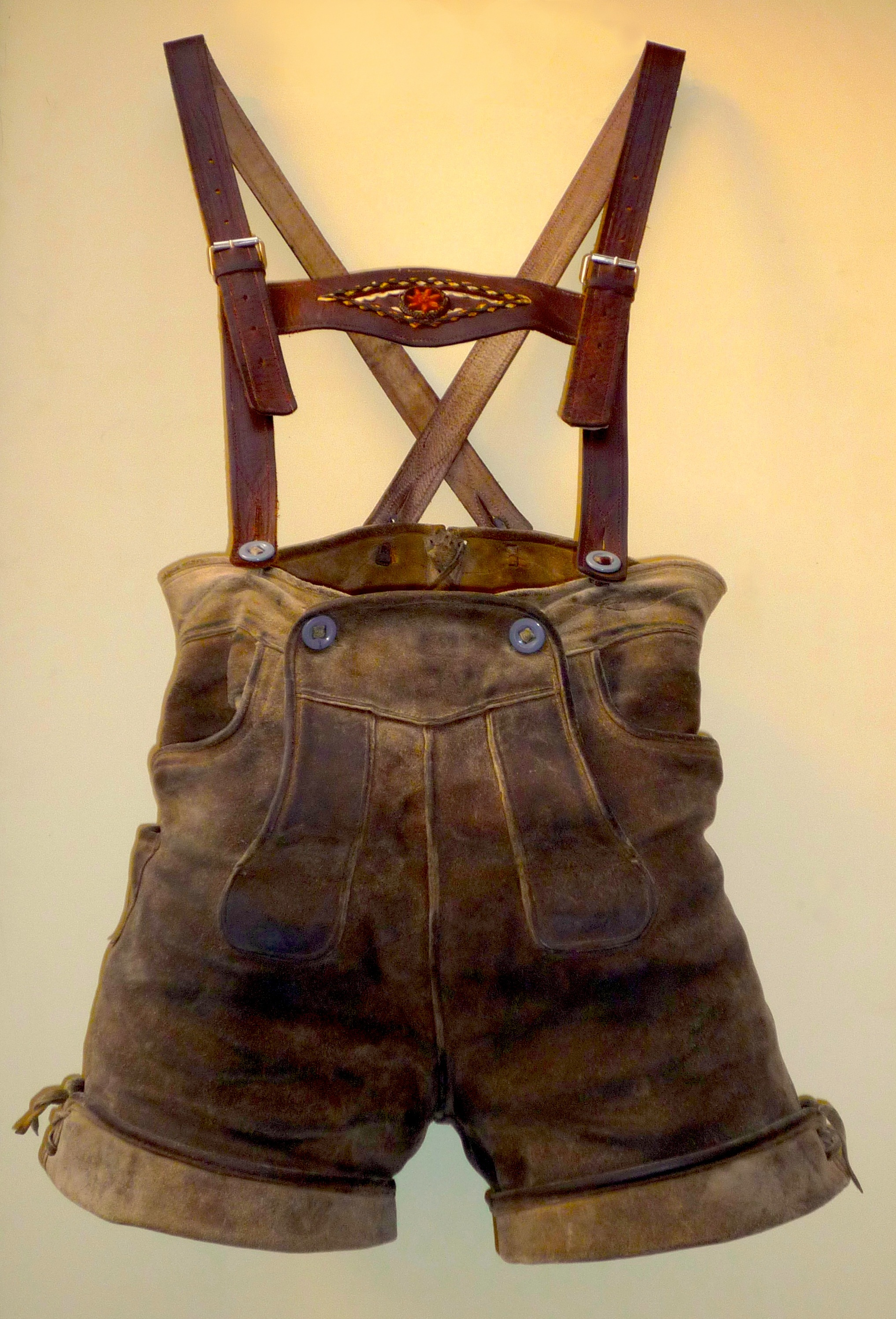

Lederhose son unos pantalones de cuero, largos o cortos, típicos de Baviera (Alemania), Austria y en la región autónoma italiana de Trentino-Alto Adigio. El Lederhose original es un traje típico de la región de los Alpes. 

## Formas y difusión
El Lederhose es parte del traje típico de Baviera, Salzburgo y el Tirol y se usa tanto como pantalón corto Kurze y como pantalón tres cuartos Kniebundhose. Los pantalones cortos se visten para el trabajo en el campo y para cazar, los Kniebundhose son más bien usados en ocasiones especiales. 
El color tradicional del Lederhose bávaro es negro o café. Los de cuero café son adornados con detalles blancos, los negros con detalles verdes. 
El Sepplhose es un pantalón corto de cuero gris, que se usaba mucho hasta 1945 por los jóvenes y niños. Hoy en día lo llevan los niños exploradores en Austria y Baviera.
El Culotte tiene sus orígenes en los pantalones franceses del siglo XVII, los cuales eran hechos de seda, terciopelo, cuero y lienzo para los más pobres. El culotte francés sirvió de ejemplo para el Lederhose tres cuartos bávaro. 
Ausseer son los Lederhosen con detalles verdes hechos a mano de la región austriaca de Ausseerland. Son hechos de cuero de gamuza y ciervo.

## Historia

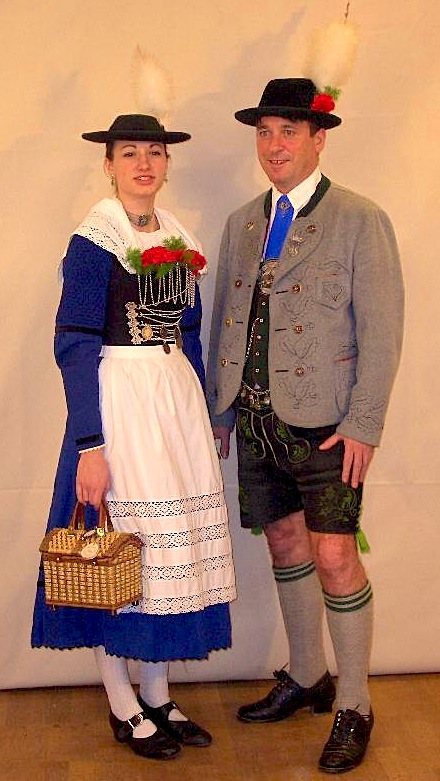
El tradicional traje de Miesbach. Obsérvese el Lederhose del hombre.

Los Lederhosen eran originalmente la vestimenta de los campesinos, ya que son fáciles de limpiar y por lo tanto prácticos para el trabajo en el campo. El Lederhose no se quedó en el olvido gracias a la corte imperial austriaca durante el reinado del Emperador Francisco José I, y el rey Maximiliano II de Baviera, quienes impulsaron el uso de los trajes típicos y en especial de los Lederhosen. 
En ciertas regiones, como en Salzkammergut, aún se usan Lederhosen a diario. Estos están hechos a mano, con muchos detalles, por lo cual duran toda una vida. Los Lederhosen hechos a mano se hacen solo bajo pedido, por lo cual en ocasiones la lista de espera es de meses y años. 
Hoy en día, los Lederhose se usan en todas las fiestas populares, tales como el Oktoberfest.